# ナスティ (曲)
「ナスティ」(Nasty)は、ジャネット・ジャクソンの楽曲。3枚目のスタジオ・アルバム『コントロール』から2枚目のシングルとして発売された。

## 解説
前作「恋するティーンエイジャー」に引き続き振付はポーラ・アブドゥルが担当し、ミュージック・ビデオにも出演している。
1987年のアメリカン・ミュージック・アワードでは「Favorite Soul/R&B Single賞」を受賞した。
2016年、アメリカ大統領選挙の討論会においてドナルド・トランプが「Nasty」という単語を使った事がきっかけとなり、ストリーミング数が増加した。

## 収録曲
日本盤 7"シングル
1. ナスティ
2. 恋するティーンエイジャー

## チャート
| チャート (1986年)                               | 最高位 |
| ----------------------------------------------- | ------ |
| オーストラリア (ケント・ミュージック・レポート) | 17     |
| オーストリア (Ö3 Austria Top 40)                | 21     |
| ベルギー (Ultratop 50 Flanders)                 | 4      |
| カナダ トップシングルス (RPM)                   | 8      |
| ヨーロッパ (European Hot 100 Singles)           | 22     |
| フィンランド (スオメン・ヴィラリネン・リスタ)   | 17     |
| アイルランド (IRMA)                             | 20     |
| オランダ (Dutch Top 40)                         | 5      |
| オランダ (Single Top 100)                       | 5      |
| ニュージーランド (Recorded Music NZ)            | 8      |
| スイス (Schweizer Hitparade)                    | 8      |
| UK シングルス (OCC)                             | 19     |
| US Billboard Hot 100                            | 3      |
| US Dance Club Songs (Billboard)                 | 2      |
| US Dance Singles Sales (Billboard)              | 6      |
| US Hot R&B/Hip-Hop Songs (Billboard)            | 1      |
| 全米 キャッシュボックス Top 100                 | 3      |
| 西ドイツ (GfK Entertainment charts)             | 9      |

| チャート (1986年)                                 | 順位 |
| ------------------------------------------------- | ---- |
| ベルギー (Ultratop 50 Flanders)                   | 57   |
| カナダ (RPM)                                      | 66   |
| オランダ (Dutch Top 40)                           | 46   |
| オランダ (Single Top 100)                         | 44   |
| 全米 Billboard Hot 100                            | 58   |
| 全米 ダンス・クラブ・ソングス (Billboard)         | 23   |
| 全米 ダンス・シングル・セールス (Billboard)       | 23   |
| 全米 ホットR&B/ヒップホップ・ソングス (Billboard) | 5    |
| 全米 キャッシュボックス Top100                    | 48   |